# Iota e Jot
Iota e sua sucessora Jot (do idioma grego iota, hebraico Yodh, as menores letras nesses dois alfabetos) são linguagens de programação esotéricas, Turing tarpits que são projetadas para ser tão pequenas quanto possível, mas ainda assim Turing completa. Cada uma usa dois símbolos e envolve duas operações, com uma simples semântica denotacional definida em termos do cálculo lambda. Zot é uma versão continuada de Iota, que inclui entrada e saída.
O combinador universal de Iota é o termo lambda {\displaystyle U=\lambda f.((fS)K)}. Então, pode-se recuperar os combinadores base SKI usuais como segue: {\displaystyle I\,=\,(UU),\;K\,=\,(U(UU)),\;S\,=\,(U(U(UU)))}.